# Douglas R. Stringfellow
Douglas R. Stringfellow (Draper, 24 de septiembre de 1922-Long Beach, 19 de octubre de 1966) fue un político estadounidense, miembro del Partido Republicano, que fue miembro de la Cámara de Representantes de los Estados Unidos durante un período, mejor conocido por mentir sobre su historial de guerra, su educación y sus logros.

## Antecedentes biográficos
Stringfellow nació en Draper, Utah. Mientras asistía a escuelas públicas, se mudó a Ogden, Utah, donde se graduó de la escuela secundaria en 1941. Luego asistió al Weber College hasta entrar en servicio en las Fuerzas Aéreas del Ejército durante la Segunda Guerra Mundial de 1942 a 1945. En Francia, Stringfellow resultó herido en la explosión de una mina, dejándolo caminando con la ayuda de un bastón, por lo que recibió la Medalla del Corazón Púrpura.
Como miembro de la Iglesia de Jesucristo de los Santos de los Últimos Días (Iglesia SUD), Stringfellow sirvió como misionero en el norte de California de 1947 a 1948. Stringfellow volvió a su natal Utah a seguir una carrera en la radiodifusión, sirviendo como locutor y ejecutivo de una estación de radio de Utah de 1949 a 1952.

## Elecciones de 1952
En 1952, Stringfellow, un político desconocido, fue elegido miembro de la Cámara de Representantes de los Estados Unidos como republicano por Utah. Gran parte del atractivo de su candidatura residía en su condecorado pasado como héroe durante la Segunda Guerra Mundial, un pasado al que hacía referencia frecuente durante sus discursos de campaña de estilo renacentista. Stringfellow pudo aprovechar la aplastante victoria presidencial de Dwight D. Eisenhower y derrotó a su oponente demócrata, Ernest McKay, en una derrota de 76 545 votos (60,5%) contra 49 898 votos (39,5%). Su victoria en la contienda por escaños abiertos fue una ganancia para el Partido Republicano.
Stringfellow afirmó haber servido como agente de la OSS durante la guerra. Afirmó que en un momento había participado en una misión ultrasecreta para rescatar a un físico atómico alemán, Otto Hahn, de detrás de las líneas enemigas y transportarlo a Inglaterra. También afirmó que había sido capturado por los alemanes y retenido en la prisión de Bergen-Belsen, donde había sido brutalmente torturado, lo que le provocó quedar parapléjico. Stringfellow dijo que mientras yacía herido había pasado por una intensa experiencia religiosa, y fue gracias a esta nueva fe, así como a la ayuda de la clandestinidad antinazi, que había escapado de la prisión. Afirmó que le habían concedido la Estrella de Plata por su heroico servicio.
El colorido pasado de Stringfellow fue ampliamente difundido en los medios. Incluso se emitió en el popular programa de televisión nacional This Is Your Life. Stringfellow también viajó con frecuencia por Utah predicando sobre su experiencia religiosa en tiempos de guerra con la bendición de la Iglesia SUD.

## Elecciones de 1954 y exposición
Stringfellow cumplió un mandato y se postuló para la reelección en 1954 cuando sus oponentes demócratas expusieron su pasado como un fraude. Revelaron que Stringfellow no era en realidad parapléjico. Había resultado herido en la explosión de una mina durante una misión de rutina en Francia, pero podía caminar con ayuda de un bastón.
Además, Stringfellow no había trabajado para la OSS. Había sido soldado raso en las Fuerzas Aéreas del Ejército y nunca había obtenido la Estrella de Plata. Stringfellow también afirmó que había asistido a la Universidad Estatal de Ohio y a la Universidad de Cincinnati, pero ninguna de las instituciones tenía ningún registro de su asistencia.
Cuando sus oponentes demócratas lo expusieron, la Iglesia SUD presionó a Stringfellow para que hiciera una confesión pública, lo cual hizo. El liderazgo republicano de la Cámara lo obligó a abandonar su candidatura a la reelección y lo reemplazó en la boleta sólo dieciséis días antes de las elecciones con el presidente del Utah State Agriculture College, Henry Dixon. Dixon logró conservar el escaño para los republicanos en unas elecciones en las que los demócratas recuperaron el control de la Cámara de Representantes de Estados Unidos.

## Años posteriores y muerte
Stringfellow intentó sacar provecho de su notoriedad realizando una gira de conferencias, pero no tuvo éxito. Reanudó brevemente su carrera como locutor de radio y trabajó en varias estaciones en todo Utah, usando siempre un seudónimo. Murió a la edad de 44 años de un infarto en Long Beach, California. En el momento de su muerte vivía en la oscuridad y trabajaba como paisajista.